# Diatto

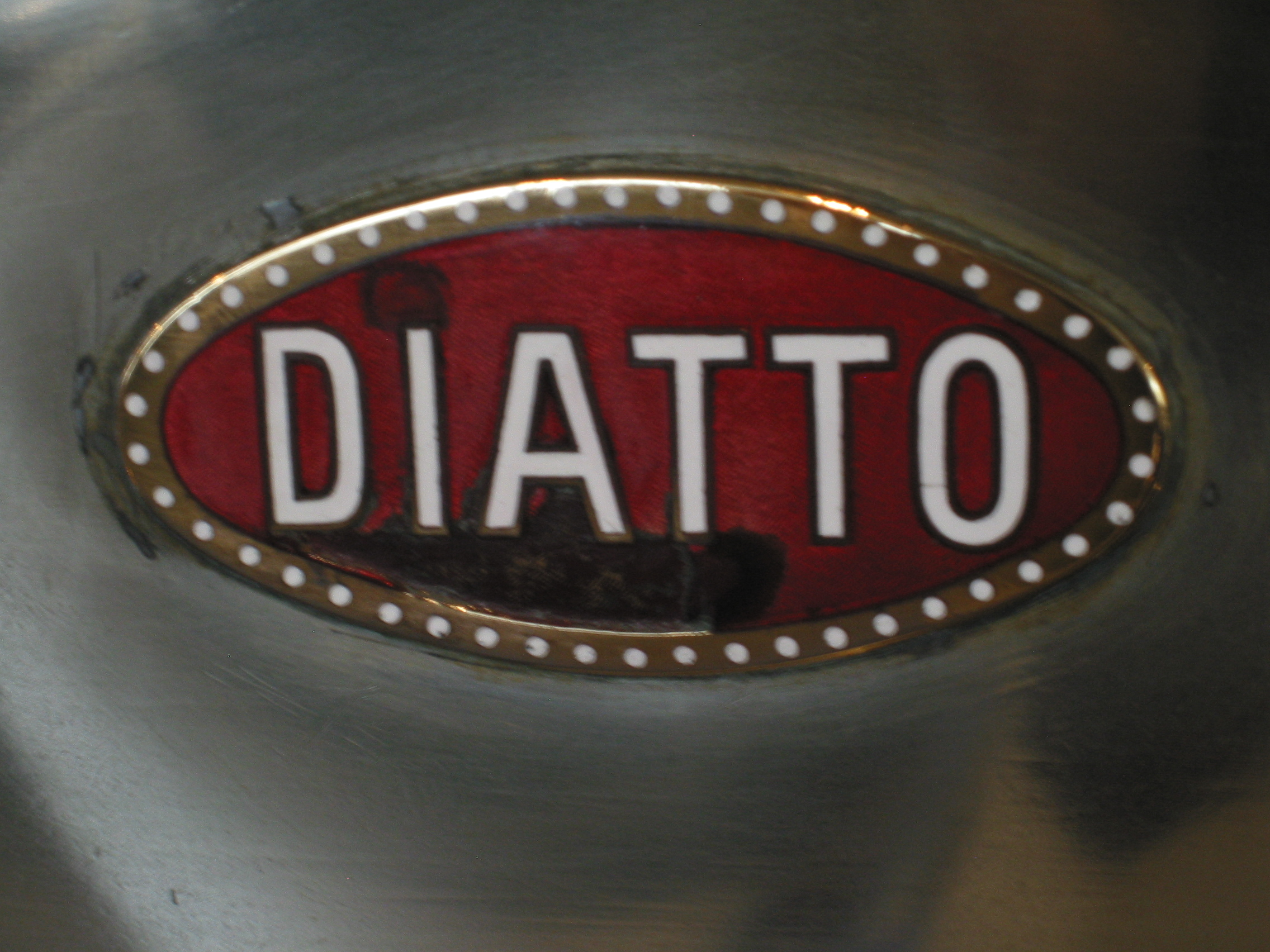
Emblem

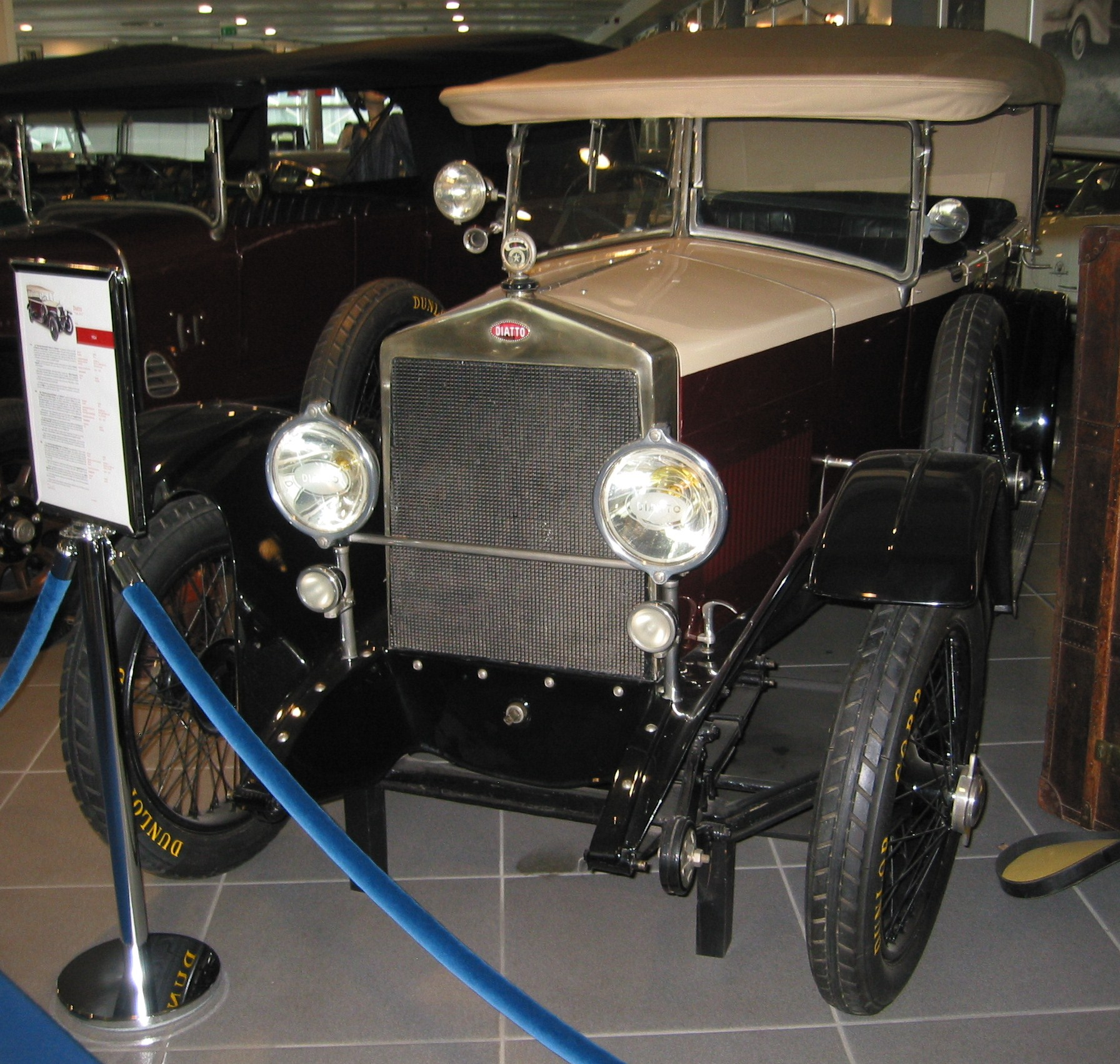
Diatto von 1924

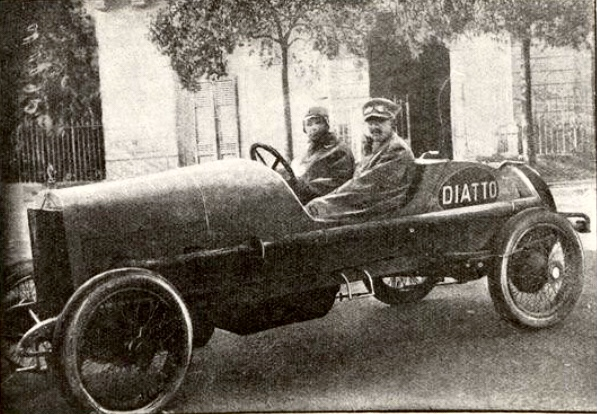
Diatto Rennwagen um 1919

Diatto war ein italienischer Hersteller von Automobilen, der aus dem ehemaligen Eisenbahnhersteller Fratelli Diatto hervorgegangen ist. Der Firmensitz befand sich in Turin.

## Unternehmensgeschichte
Das Unternehmen SA Autocostruzioni Diatto begann 1906 in Turin mit der Produktion von Automobilen. 1927 endete die Produktion.

## Fahrzeuge
Die ersten Modelle 10/12 HP mit einem Zweizylindermotor, 14/18 HP mit Vierzylindermotor mit 2724 cm³ Hubraum und 20/25 HP mit Vierzylindermotor mit 3770 cm³, die es bis 1909 gab, entstanden nach einer Lizenz von Clément-Bayard. Ab 1909 wurden eigene Modelle mit Vierzylindermotoren entwickelt. 1909 erschienen 18/20 HP, 20/25 HP, 30/40 HP und der kleine 12/15 HP, auch als Frejus vermarktet, mit anfangs 2000 cm³ Hubraum, später 2400 cm³ Hubraum. 1910 kam der 28/35 HP dazu. Die Aufbauten der Diatto-Modelle kamen in den Jahren vor dem Ersten Weltkrieg vielfach von der Turiner Carrozzeria Diatto, Garavini & C., die später als Carrozzeria Garavini firmierte.
Diatto kam 1916 in Kontakt mit Ettore Bugatti und erwarb eine Lizenz zum Bau von Flugmotoren mit 8 Zylindern in Reihe; eine Serienfertigung kam allerdings nicht zustande. Nach dem Ersten Weltkrieg begann 1919 die Produktion mit 15 Exemplaren des Tipo 30 (Bugatti), ebenfalls nach einer Lizenz von Bugatti, dessen Motor aus 1453 cm³ Hubraum 30 PS Leistung abgab und auf dem Bugatti Type 13 „Brescia“ basierte. In dieser Zeit änderte man das Firmenlogo auf ein liegendes, rot hinterlegtes Oval, das sowohl an jenes von Deutz wie von Bugatti erinnerte. Danach arbeitete Diatto mit Maserati-Lizenzen. 1920 erschienen die Modelle 20/25 HP mit 2714 cm³ Hubraum und 25 PS sowie der kleine 10 HP mit 1020 cm³ Hubraum und 18 PS. 1922 kamen die Modelle Tipo 20 und Tipo 20 S mit Zweilitermotoren auf den Markt, 1924 kam der 30 HP dazu. 1926 erschienen der 35 HP mit 2960 cm³ Hubraum und 55 PS und der Tipo 26 mit 2535 cm³ Hubraum und 48 PS.
Ein Fahrzeug dieser Marke ist im Museo Nazionale dell’Automobile, ehemals Museo dell'Automobile Carlo Biscaretti di Ruffia, in Turin zu besichtigen.

## Studie

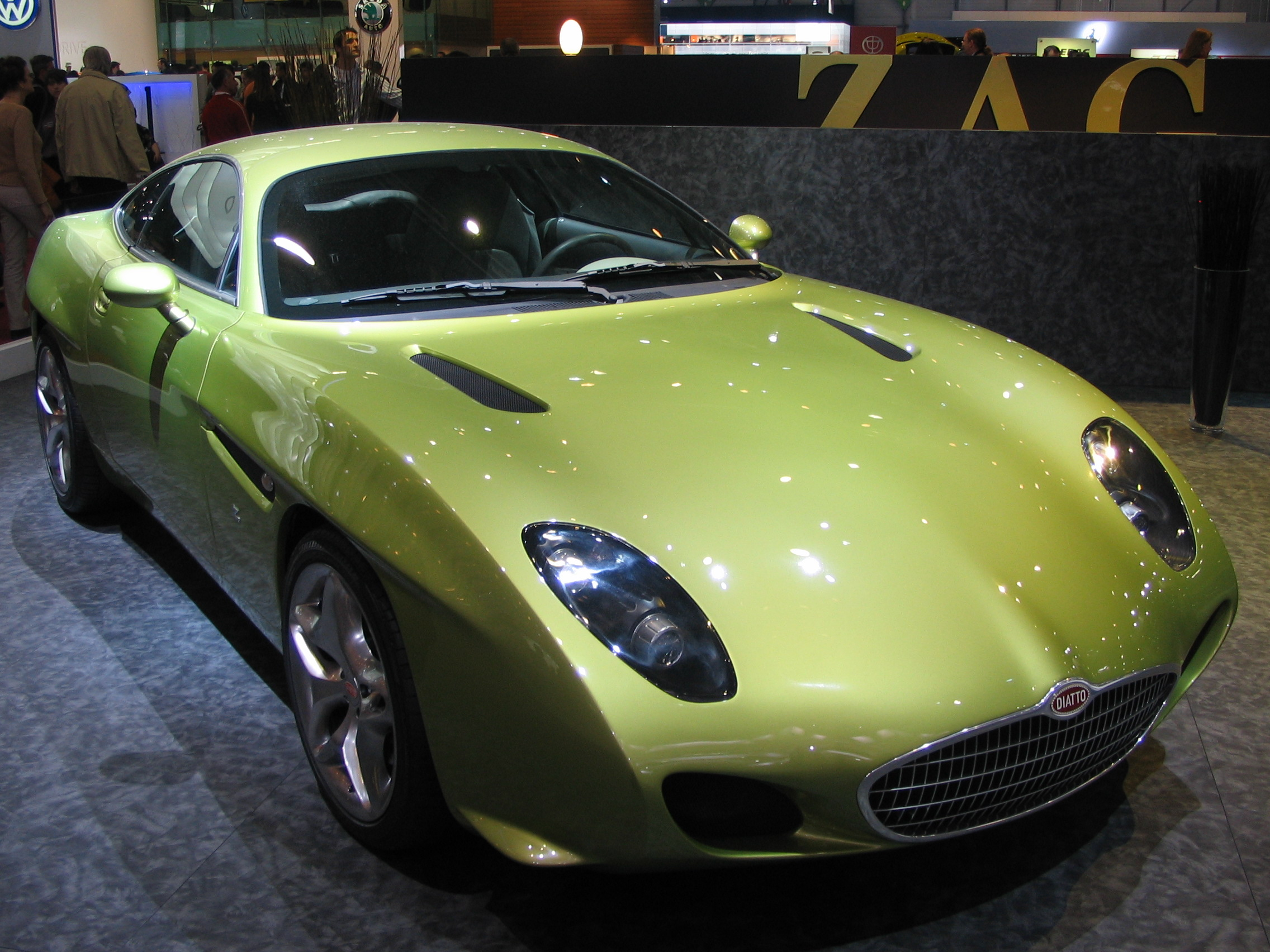
Diatto GT Ottovù Zagato (2007)

Am Genfer Auto-Salon 2007 stellte das Designbüro Zagato zwei Sportwagen-Prototypen namens Diatto GT Ottovu vor. Die Fahrzeuge haben eine Aluminium-Karosserie und werden von Roush-Ford-V8-Motoren mit 4,6 Litern Hubraum und etwa 500 PS (368 kW) angetrieben. Damit sollte an die Marke Diatto und das Modell Diatto 254DS erinnert werden, für das Ugo Zagato bereits 1921 einen leichten und aerodynamischen Aufbau hergestellt hatte.